# Podibna, Mankivka
Podibna (în ucraineană Подібна) este o comună în raionul Mankivka, regiunea Cerkasî, Ucraina, formată numai din satul de reședință.

## Demografie
Componența lingvistică a comunei Podibna
     Ucraineană (97,12%)
     Rusă (2,78%)
Conform recensământului din 2001, majoritatea populației comunei Podibna era vorbitoare de ucraineană (97,12%), existând în minoritate și vorbitori de rusă (2,78%).